# Mmashoro
Mmashoro is een dorp in het district Central in Botswana. De plaats telt 2834 inwoners (2011).